# 劉園園
劉園園（1980年9月10日—），重庆人，中國女演員。毕业于解放軍藝術學院。

## 影視作品
- 1999年《康熙微服私訪记》 饰：桐儿
- 2000年《警戒線》 饰:北欢欢
- 2000年《尚方寶劍》 饰:凤儿
- 2000年《讓愛作主》 饰：白冰
- 2001年《飛刀問情》 饰:江铃铃
- 2001年《不要和陌生人說話》 饰：胡妮娜
- 2002年《黑水》 饰：莫燕燕
- 2002年《打破沉默》饰：唐萧
- 2003年《大唐歌飛》饰：牡丹公主
- 2003年《居家男人》 饰：高晴
- 2003年《少年天子---康熙王朝》饰：冰月格格
- 2004年《兄弟如手足》饰：柳莺莺
- 2004年《柱兒的摩托車和驢》饰：朝霞
- 2005年《玉碎》饰：洗玉
- 2006年《戀愛真好》饰：邹静
- 2006年《美夢人生》 饰：林晓莉
- 2006年《给我一个爱的理由》  饰：衣珊
- 2007年《A計劃》(又名：盜海奇兵) 饰：古慈
- 2007年《神枪手与智多星》 饰:一毛钱
- 2007年《落泪成金》
- 2007年《胭脂雪》   饰:如梦
- 2007年《迅雷急先锋》饰:白静
- 2015年 《情滿四合院》  饰：秦京茹
- 2021年 《那些日子》  饰：
- 2022年 《反转人生》（网络剧）  饰：徐曉寧

## 家庭
2010年，刘园园和央视体育主播沙桐登记结婚，育有一个女儿秋秋。2023年2月28日，沙桐与刘园园解除婚姻关系。

## 相關
- 劉園園的新浪微博

1. ↑  . 星岛环球网.   [2023-03-02]. （原始内容存档于2023-03-02） （中文（中国大陆））.